# Antocha (Antocha) latifurca
Antocha (Antocha) latifurca is een tweevleugelige uit de familie steltmuggen (Limoniidae). De soort komt voor in het Oriëntaals gebied.